# Teorema di Cauchy (analisi matematica)
Il teorema degli incrementi finiti di Cauchy è una generalizzazione del teorema di Lagrange. 

Significato geometrico del teorema di Cauchy

## Enunciato
Siano {\displaystyle f,g:[a,b]\to \mathbb {R} } due funzioni reali di variabile reale continue in {\displaystyle [a,b]} e derivabili in {\displaystyle (a,b)}. 
Allora esiste almeno un punto {\displaystyle c\in (a,b)} tale che
{\displaystyle [g(b)-g(a)]f^{\prime }(c)=[f(b)-f(a)]g^{\prime }(c).}
Si noti che se {\displaystyle g'(c)\neq 0} (e dunque in particolare {\displaystyle g(b)\neq g(a)}), l'equazione si può scrivere nella forma equivalente
{\displaystyle {\frac {f^{\prime }(c)}{g^{\prime }(c)}}={\frac {f(b)-f(a)}{g(b)-g(a)}}.}

## Dimostrazione del teorema
Si consideri la funzione {\displaystyle h} di variabile reale definita nell'intervallo {\displaystyle [a,b]} come
{\displaystyle h(t)=[f(b)-f(a)]g(t)-[g(b)-g(a)]f(t)\quad }
Questa funzione è continua nell'intervallo {\displaystyle [a,b]} e derivabile in {\displaystyle (a,b)}, e
{\displaystyle h(a)=[f(b)-f(a)]g(a)-[g(b)-g(a)]f(a)=f(b)g(a)-f(a)g(a)-f(a)g(b)+f(a)g(a)=f(b)g(a)-f(a)g(b).}
{\displaystyle h(b)=[f(b)-f(a)]g(b)-[g(b)-g(a)]f(b)=f(b)g(b)-f(a)g(b)-f(b)g(b)+f(b)g(a)=-f(a)g(b)+f(b)g(a).}
Da cui {\displaystyle h(a)=h(b)}.
La funzione {\displaystyle h} soddisfa quindi le ipotesi del teorema di Rolle, per cui esiste un punto {\displaystyle c\in (a,b)} in cui {\displaystyle h'(c)=0}, cioè
{\displaystyle [f(b)-f(a)]g'(c)-[g(b)-g(a)]f'(c)=0.}

## Applicazioni
- Considerando in particolare la funzione {\displaystyle g(t)=t}, si ottiene l'affermazione del teorema di Lagrange.
- Il teorema di Cauchy può essere utilizzato per dimostrare la regola di de L'Hôpital.